# Gewog di Dechenling
Il gewog di Dechenling è uno degli undici raggruppamenti di villaggi del distretto di Pemagatshel, nella regione Orientale, in Bhutan.